# Cyperus haematocephalus
Cyperus haematocephalus är en halvgräsart som beskrevs av Johann Otto Boeckeler och Charles Baron Clarke. Cyperus haematocephalus ingår i släktet papyrusar, och familjen halvgräs. Inga underarter finns listade i Catalogue of Life.